# Stelios Andreou
Stelios Andreou (Nicosia, 24 juli 2002) is een Cypriotisch voetballer die sinds 2021 uitkomt voor Sporting Charleroi.

## Clubcarrière
Andreou startte zijn seniorencarrière bij Olympiakos Nicosia. In zijn eerste seizoen bereikte hij met de club de finale van de Cypriotische voetbalbeker. Andreou mocht tijdens de finale, die Olympiakos na verlengingen verloor tegen Anorthosis Famagusta, invallen voor Sambinha. Na amper één seizoen in het eerste elftal maakte hij in juni 2021 de overstap naar de Belgische eersteklasser Sporting Charleroi.

## Interlandcarrière
Andreou maakte op 27 maart 2021 zijn interlanddebuut voor Cyprus: in de WK-kwalificatiewedstrijd tegen Kroatië (1-0-verlies) viel hij in de 82e minuut in voor Konstantinos Laifis.
| Interlands van Stelios Andreou    | Interlands van Stelios Andreou    | Interlands van Stelios Andreou    | Interlands van Stelios Andreou    | Interlands van Stelios Andreou    | Interlands van Stelios Andreou    | Interlands van Stelios Andreou    |
| No.                               | Datum                             | Wedstrijd                         | Uitslag                           | Soort Wedstrijd                   | Doelpunten                        |                                   |
| Als speler bij Olympiakos Nicosia | Als speler bij Olympiakos Nicosia | Als speler bij Olympiakos Nicosia | Als speler bij Olympiakos Nicosia | Als speler bij Olympiakos Nicosia | Als speler bij Olympiakos Nicosia | Als speler bij Olympiakos Nicosia |
| --------------------------------- | --------------------------------- | --------------------------------- | --------------------------------- | --------------------------------- | --------------------------------- | --------------------------------- |
| 1.                                | 27 maart 2021                     | Kroatië – Cyprus                  | 1 – 0                             | Kwalificatie WK 2022              | -                                 |                                   |
| 2.                                | 4 juni 2021                       | Hongarije – Cyprus                | 1 – 0                             | Vriendschappelijk                 | -                                 |                                   |
| Totaal                            | Totaal                            | Totaal                            | Totaal                            | Totaal                            | -                                 |                                   |

Bijgewerkt tot 28 juli 2021
1 Patron ·
2 Bager ·
3 Knezevic ·
4 Van Cleemput ·
5 Camara ·
6 Zorgane ·
7 Mbenza ·
8 Guiagon ·
9 Dabbagh ·
10 Badji ·
12 Closset ·
13 Benbouali ·
15 Dragsnes ·
16 Koffi ·
17 Bernier ·
18 Heymans ·
19 Štulić ·
21 Andreou ·
22 Trebel ·
25 Marcq ·
26 Ilaimaharitra  ·
27 Monticelli ·
29 Rogelj ·
32 Boukamir ·
37 Dari ·
42 Lutte ·
44 Morioka ·
55 Delavallée ·
66 Ozornwafor ·
80 Sylla ·
98 Petris ·
Coach: De Mil